# Carapciu, Adâncata
Carapciu, întâlnit și sub forma Carapciu pe Siret (în ucraineană Карапчів, transliterat Karapciv, în rusă Карапчов și în germană Karapcziu sau Karapcziu am Sereth) este un sat reședință de comună în raionul Adâncata din regiunea Cernăuți (Ucraina). Are 2,092 locuitori, preponderent  români.
Satul este situat la o altitudine de 352 metri, în partea de vest a raionului Adâncata, pe malul râului Siretul Mare.

## Istorie
Localitatea Carapciu a făcut parte încă de la înființare din regiunea istorică Bucovina a Principatului Moldovei. În ianuarie 1775, ca urmare a atitudinii de neutralitate pe care a avut-o în timpul conflictului militar dintre Turcia și Rusia (1768-1774), Imperiul Habsburgic (Austria de astăzi) a primit o parte din teritoriul Moldovei, teritoriu cunoscut sub denumirea de Bucovina. După anexarea Bucovinei de către Imperiul Habsburgic în anul 1775, localitatea Carapciu a făcut parte din Ducatul Bucovinei, guvernat de către austrieci, făcând parte din districtul Storojineț (în germană Storozynetz).  
După Unirea Bucovinei cu România la 28 noiembrie 1918, satul Carapciu a făcut parte din componența României, în Plasa Flondoreni a județului Storojineț. Pe atunci, majoritatea populației era formată din români. 
Ca urmare a Pactului Ribbentrop-Molotov (1939), Bucovina de Nord a fost anexată de către URSS la 28 iunie 1940. După ocuparea satului de către sovietici, mai mulți săteni au încercat să treacă în România. Ca urmare a zvonurilor lansate de NKVD că s-ar permite trecerea graniței în România, la 1 aprilie 1941, un grup mare de oameni din mai multe sate de pe valea Siretului (Pătrăuții de Jos, Pătrăuții de Sus, Cupca, Corcești și Suceveni), purtând în față un steag alb și însemne religioase (icoane, prapuri și cruci din cetină), a format o coloană pașnică de peste 3.000 de persoane și s-a îndreptat spre noua graniță sovieto-română. În poiana Varnița, la circa 3 km de granița română, grănicerii sovietici îi așteptau ascunși în pădure; au tras din plin cu mitraliere, în continuu, secerându-i. Supraviețuitorii au fost urmăriți de cavaleriști și spintecați cu sabia. Supraviețuitorii au fost arestați de NKVD din Adâncata și după torturi înfiorătoare, au fost duși în cimitirul evreiesc din acel orășel și aruncați de vii într-o groapă comună, peste care s-a turnat și s-a stins var. Conform listelor realizate mai târziu, din Carapciu au provenit cel puțin 7 victime ale Masacrului de la Fântâna-Albă: Vasile, Gheorghe și Cosma Opaiț, Gheorghe, Vasile și Cosma Tovarnițchi, Nicolae Corduban etc. . 
Bucovina de Nord a reintrat în componența României în perioada 1941-1944, fiind reocupată de către URSS în anul 1944 și integrată în componența RSS Ucrainene. 
Începând din anul 1991, satul Carapciu face parte din raionul Adâncata al regiunii Cernăuți din cadrul Ucrainei independente. La recensământul din 1989, numărul locuitorilor care s-au declarat români plus moldoveni era de 1.668 (1.643+25), reprezentând 91,65% din populația localității . În prezent, satul are 2.092 locuitori, preponderent români.

## Demografie
Componența lingvistică a comunei Carapciu
     Română (91,11%)
     Ucraineană (8,27%)
     Alte limbi (0,63%)
Conform recensământului din 2001, majoritatea populației comunei Carapciu era vorbitoare de română (91,11%), existând în minoritate și vorbitori de ucraineană (8,27%).
1930: 1.636 (recensământ) 
1989: 1.820 (recensământ)
2007: 2.092 (estimare)

### Recensământul din 1930
Componența etnică a comunei Carapciu pe Siret (județul Storojineț)
     Români (87,1%)
     Germani (2,68%)
     Evrei (3,36%)
     Ruteni (3,3%)
     Polonezi (2,87%)
     Altă etnie (0,69%)
Componența confesională a comunei Carapciu pe Siret
     Ortodocși (88,26%)
     Romano-catolici (5,25%)
     Mozaici (3,72%)
     Greco-catolici (1,95%)
     Altă religie (0,82%)
Conform recensământului efectuat în 1930, populația comunei Carapciu pe Siret se ridica la 1.636 locuitori. Majoritatea locuitorilor erau români (87,10%), cu o minoritate de germani (2,68%), una de evrei (3,36%), una de ruteni (3,30%) și una de polonezi (2,87%). Alte persoane s-au declarat: cehi\slovaci (2 persoane) și ruși (1 persoană). Din punct de vedere confesional, majoritatea locuitorilor erau ortodocși (88,26%), dar existau și romano-catolici (5,25%), mozaici (3,72%) și greco-catolici (1,95%). Alte persoane au declarat: evanghelici\luterani (6 persoane), iar 7 persoane nu au declarat religia.

## Personalități
- Vasile Levițchi (1921-1997) - poet și traducător român, originar din Carapciu
- Arcadie Suceveanu (n. 1952) - poet, eseist și ziarist român din Republica Moldova; a studiat la Școala de 8 ani (1959-1969) și la Școala Medie din Carapciu pe Siret (1969)